# Lava encoixinada

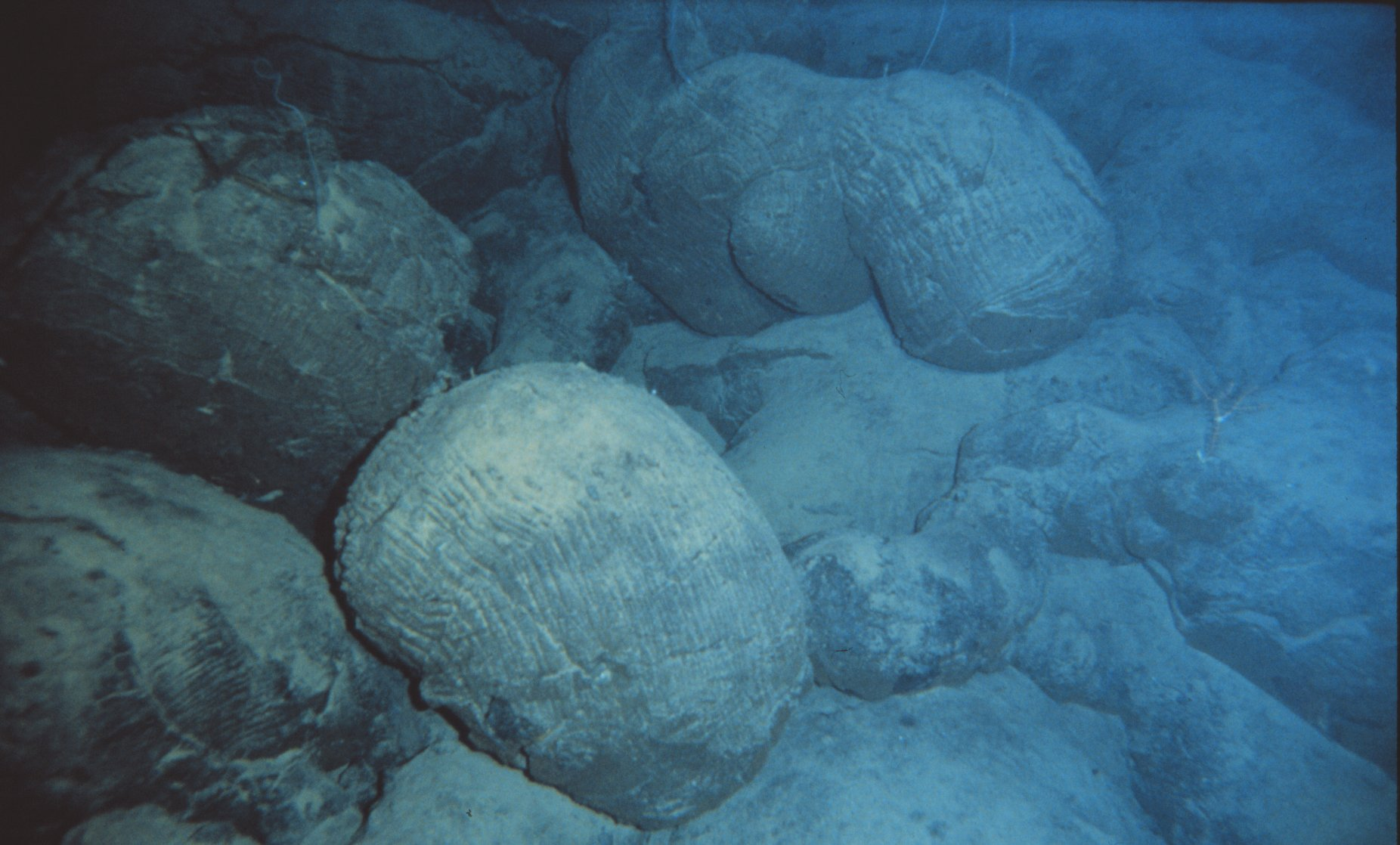
Lava encoixinada formada a la mar als afores de Hawaii

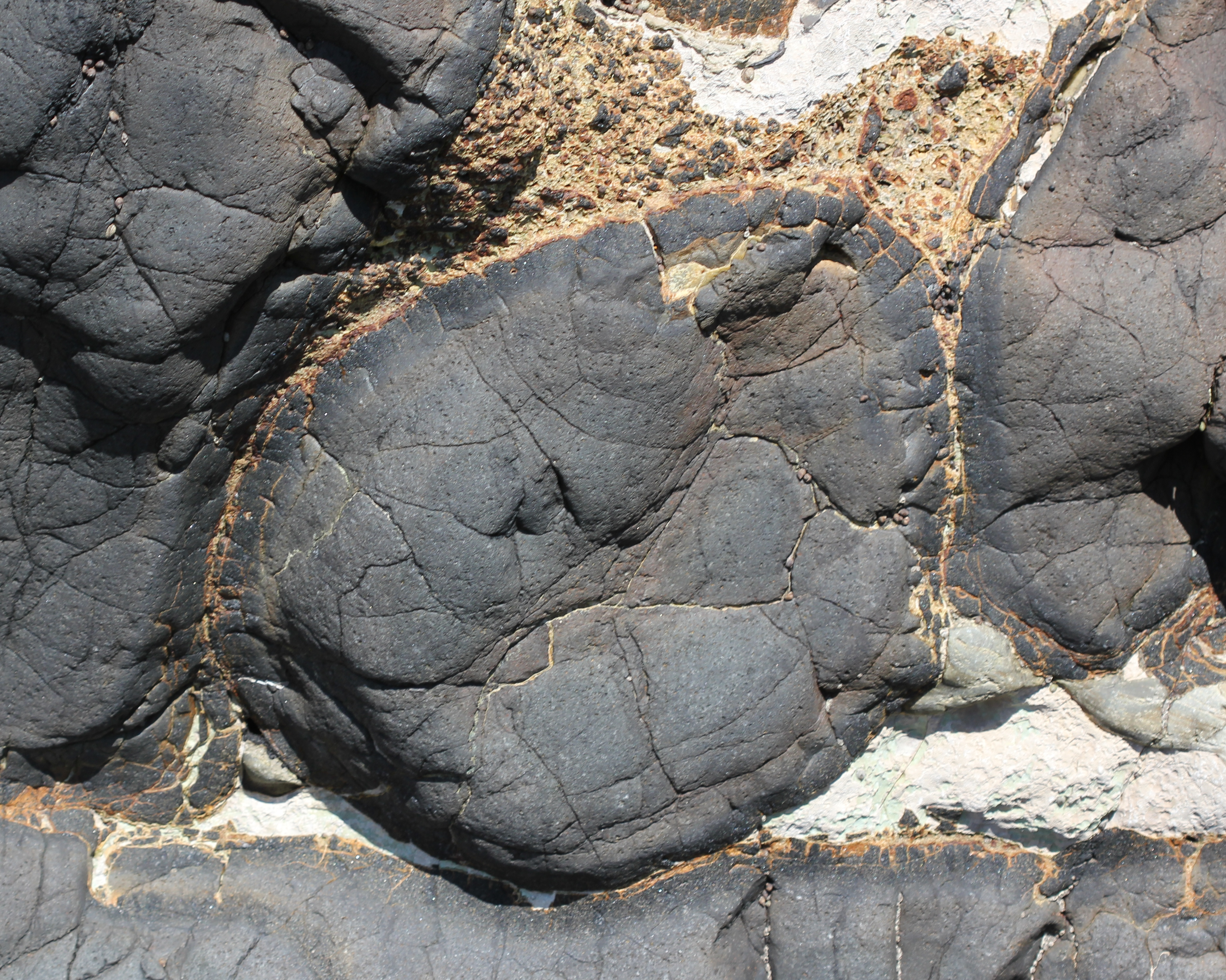
Perfil de lava encoixinada a Oamaru, Nova Zelanda

La lava encoixinada és un tipus de lava que es petrifica en forma de coixins o sacs que es formen quan la lava és extruïda al fons de l'oceà, un llac profund o una cavitat plena d'aigua en una glacera. Les laves encoixinades se solen compondre de basalt, tot i que es coneixen "coixins" de komatiïta, picrita, boninita, andesita, andesita basàltica i fins i tot de dacita. La composició afecta la grandària dels coixins, perquè modifica la viscositat de la lava.

## Ocurrència
Aquest fenomen ocorre on les laves intermèdies o màfiques són extruïdes al si de l'aigua, com per exemple una dorsal oceànica on hi ha una cadena de volcans que expulsen lava a l'oceà. La lava que ix a l'exterior es converteix en nova escorça continental. Com la nova escorça oceànica es forma contínuament, les noves capes es van formant des del centre de la dorsal, i alimenten els dics que reposen damunt la cambra magmàtica. Les laves encoixinades i les formes de dic complexes formen part de la clàssica seqüència d'ofiolita, que es poden observar quan un fragment d'escorça oceànica ha estat obduït damunt l'escorça continental.
La presència de "coixins de lava" en les restes més antigues de volcans a la Terra (Cinturó supracortical d'Isua i el cinturó de Barberton) confirma la presència de grans cossos d'aigua damunt la superfície de la Terra en l'arqueà. Les laves encoixinades són usades per a confirmar el vulcanisme subaqüàtic en els cinturons metamòrfics.
Les laves encoixinades també es poden associar a volcans subglaciars en les primeres etapes d'una erupció.
A la península Ibèrica se'n poden observar en zones d'Euskadi.

## Formació
Les laves encoixinades es creen quan el magma arriba a la superfície però, a causa de l'enorme diferència de temperatura entre la lava i l'aigua, la superfície de la llengua emergent es refreda molt ràpid, i forma una pell. La llengua continua creixent i inflant-se amb més lava, i forma un lòbul, fins que la pressió del magma és suficient per a trencar la pell i començar de nou la formació d'un altre lòbul. El procés produeix una sèrie de figures en forma de lòbul. La pell es refreda molt més ràpid que l'interior, i és per això que en tenen un gra molt fi, amb una textura cristal·lina. El magma de l'interior es refreda molt més lentament, i això n'augmenta la grandària dels grans cap a l'interior.